# Arubská vlajka

Arubská vlajka
Poměr stran: 2:3

Vlajka Aruby, jedné z konstitučních zemí Nizozemského království, je tvořena modrým listem o poměru stran 2:3, se dvěma vodorovnými, úzkými, žlutými pruhy v dolní části listu. V jeho levém horním rohu je červená, bíle lemovaná čtyřcípá hvězda.
Modrá barva symbolizuje moře a oblohu, čtyřcípá hvězda ostrov Aruba a pozdrav jejích obyvatel lidem na všechny čtyři světové strany. Červená barva hvězdy je připomínkou původního indiánského obyvatelstva z kmene Aravaků, bílý lem znamená slunečné pláže ostrova. Žlutá barva představuje polní hospodářství (hlavně pěstování aloe, jejíž žluté květy zkrášlují přírodu Aruby) a někdejší těžbu zlata.

## Historie
Vlajka byla přijata 18. března 1976.

## Vlajka arubského guvernéra

Vlajka arubského guvernéra Poměr stran: 2:3